# Eptesicus andinus
Eptesicus andinus es una especie de murciélago de la familia Vespertilionidae.

## Distribución geográfica
Se encuentra en Colombia, Ecuador, Perú, Venezuela, Brasil (región Amazonas), al sur de Guayana y, posiblemente, Bolivia.